# Le Città Illuminate
Le città illuminate è il nome di due sculture bronzee realizzate da Pietro De Laurentiis e situata all'ingresso principale del palazzo Acea a Roma in viale delle Cave Ardeatine.
Si tratta di due pannelli in bronzo, posti ai lati dell'entrata principale dell'edificio, composti da una serie di elementi verticali connessi tra di loro da elementi orizzontali che possono essere osservati da due punti di vista, ossia dal retto e dal verso. Questo strano gioco di superfici che si alternano nella direzione e nel verso permette un andamento ritmico dinamico, nel quale si inseriscono dei quadrati scavati e riscavati nel bronzo.

## Storia
L'opera, composta da due pannelli bronzei, fu commissionata a Pietro De Laurentiis nel 1959, a seguito di un concorso nazionale, ed è probabile che fosse già modellata in creta e formata in gesso tra il 1960 e il 1961. Ma per esigenze della committenza fu posizionata nella sua sede attuale solo nel 1962.

## Critica
È Eugenio Battisti a riconoscere per primo ne “Le Città illuminate” un'opera importante, che impegna tanto la committenza quanto l'artista: 

In seguito, Le città illuminate verrà più volte citata dalla critica come un punto di riferimento essenziale per la comprensione della scultura di Pietro De Laurentiis soprattutto per quanto riguarda il rapporto tra scultura e architettura. Scriveranno in questo senso Garibaldo Marussi e Luigi Paolo Finizio che parla di 